# Earl Wild
Pour les articles homonymes, voir Wild.
Earl Wild, né le 26 novembre 1915 à Pittsburgh et mort le 23 janvier 2010 à Palm Springs, est un pianiste et compositeur américain célébré pour la qualité de son jeu et pour ses nombreuses transcriptions pour piano de musique classique et de jazz.

## Biographie
Enfant précoce, il a été l'élève de Paul Doguereau, Selmar Janson, Egon Petri et Helene Barere, épouse du grand pianiste russe Simon Barere. Il s'est révélé au public en 1942 en interprétant, sur l'invitation d'Arturo Toscanini, la Rhapsody in Blue de George Gershwin. Après la Seconde Guerre mondiale où il fut musicien dans la marine, il rejoint l'American Broadcasting Company comme pianiste, chef d'orchestre et compositeur, poste qu'il conserve jusqu'en 1968. Sa carrière internationale de virtuose se poursuit depuis dès lors. En 2005, au Carnegie Hall de New York, il a donné un concert pour son quatre-vingt-dixième anniversaire de naissance.
Outre son travail sur George Gershwin, Wild est connu notamment pour avoir transcrit pour piano seul plusieurs mélodies de Sergueï Rachmaninov, et pour avoir enregistré des versions réputées du Troisième Concerto pour piano et de la Rhapsodie sur un thème de Paganini du même compositeur russe.